# Charles Beslay

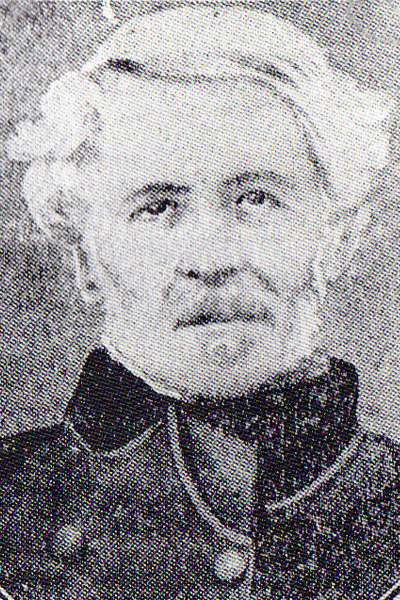
Fotografia de Charles Beslay (1795-1878)

Charles Victor Beslay (1795, Dinan, Costes del Nord – 1878, Neuchâtel) va ser el membre més vell de la Comuna de París.
Enginyer, va ser conseller general de Morbihan el 1830. Més tard, a París, va fundar una fàbrica de màquines de vapor, i va tractar d'aplicar les idees del seu amic Proudhon sobre l'associació del capital per treballar. Després de la Revolució de 1848 el govern provisional el va nomenar Comissari de la República a Morbihan. Va ser un membre moderat de l'Assemblea Constituent, on va suprimir els insurgents de la insurrecció de juny de 1848. No es va incorporar a l'assemblea legislativa. En el Segon Imperi, es va declarar en fallida creant un banc que intercanviava i descomptava utilitzant idees proudhonianes. El 1866 es va unir a l'Associació Internacional de Treballadors.
Durant el setge de París pels alemanys (setembre de 1870 - març de 1871), va ser delegat al Comitè Central República dels Vint Districtes representant el 6è districte. El 26 de març va ser elegit membre del Consell de la Comuna del 6è districte. El 29 de març es va convertir en membre de la Comissió de Finances i es va convertir en delegat de la Comuna pel Banc de França. A finals de maig de 1871, gràcies a un salconduit del govern de Thiers, es va convertir en refugiat a Suïssa després del fracàs de la Comuna. A desembre de 1872, el consell de guerra no va interposar cap cas contra ell.